# 남영환
남영환(1983년 3월 17일 ~ )는 대한민국의 희극 배우이다.

## 학력
- 한국예술종합학교 무용원 휴학

## 출연작

### 방송
- 개그콘서트 (KBS)